# Phaecadophora
Phaecadophora là một chi bướm đêm thuộc phân họ Olethreutinae, họ Tortricidae Tortricidae.

## Các loài
- Phaecadophora acutana Walsingham, 1900
- Phaecadophora fimbriata Walsingham, 1900